# Stefano De Luca
Stefano De Luca (nascido a 7 de Abril de 1942 em Paceco, Sicília) é um político italiano que serviu como deputado ao Parlamento Europeu.
Em 1994 foi eleito deputado europeu pela Forza Italia.
Em 1997 refundou o Partido Liberal, do qual foi secretário até 2014 (ano em que foi nomeado presidente do partido).
Nas eleições gerais de 2018 foi candidato ao Senado pela Liga Norte por Campânia.